# Bezlaktózové mléko

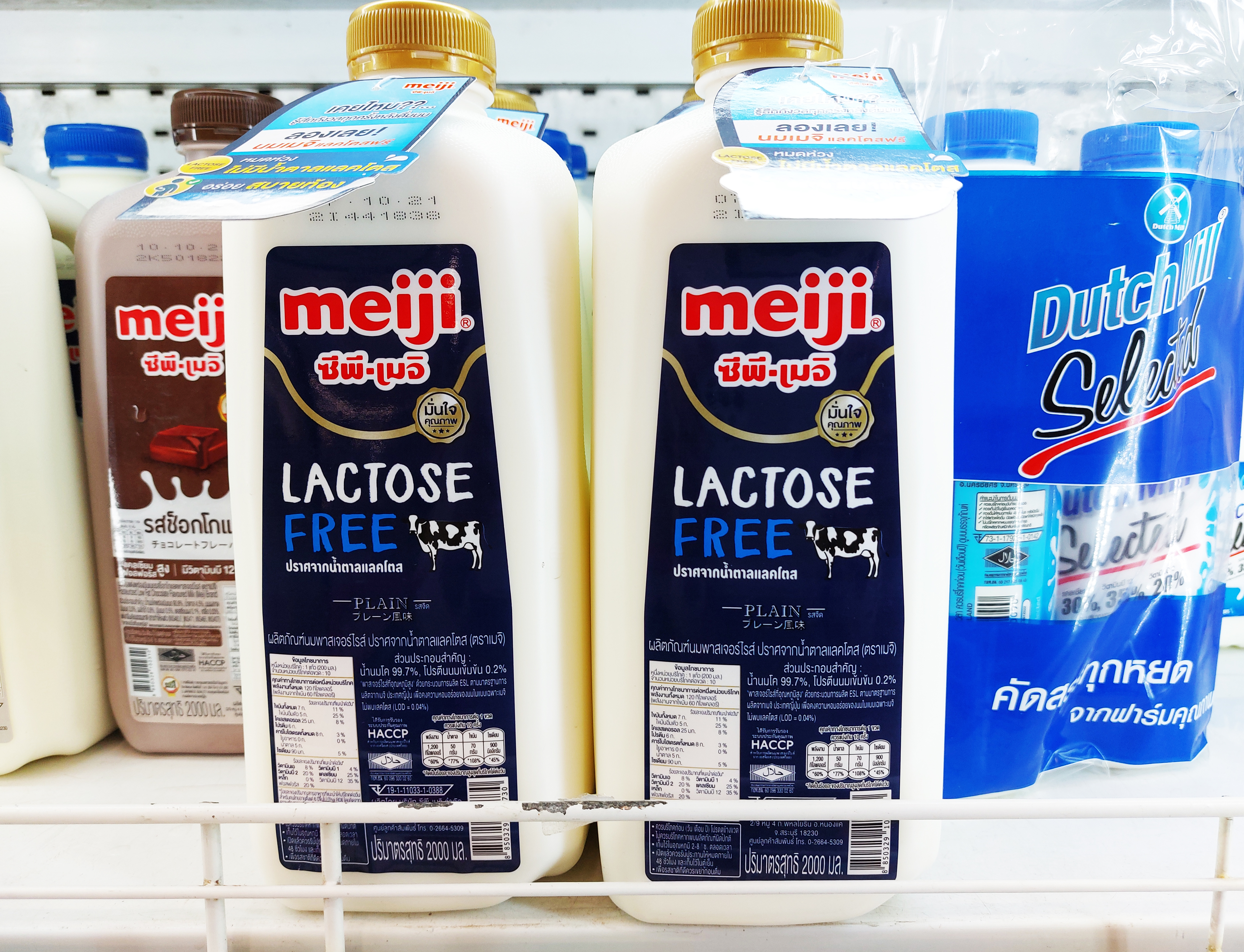
Bezlaktózové mléko prodávané v Bangkoku

Bezlaktózové mléko je forma mléka, ve kterém je odstraněna laktóza, která je nahrazena galaktózou a glukózou. Jako bezlaktózové lze označit výrobky ve kterých je hladina laktózy nejvýše 0,01 g/100 g nebo 100 ml. Bezlaktózové mléko obvykle konzumují lidé s intolerancí laktózy a z tohoto mléka lze vyrobit i různé mléčné výrobky. Existují různé technologické procesy na jeho výrobu. Nejběžněji se používá enzym laktázy, který laktózu přeměňuje na lépe stravitelné cukry. Laktáza, která se přirozeně vyskytuje ve střevě savců u nich umožňuje toleranci laktózy. Liší se od rostlinných mlék, protože bezlaktózové mléko pochází ze zvířat, a proto je považováno za mléčný výrobek. Chuťově je bezlaktózové mléko obvykle sladší než běžné kravské mléko, i když chuť může ovlivnit zvolený výrobní proces.

## Výroba

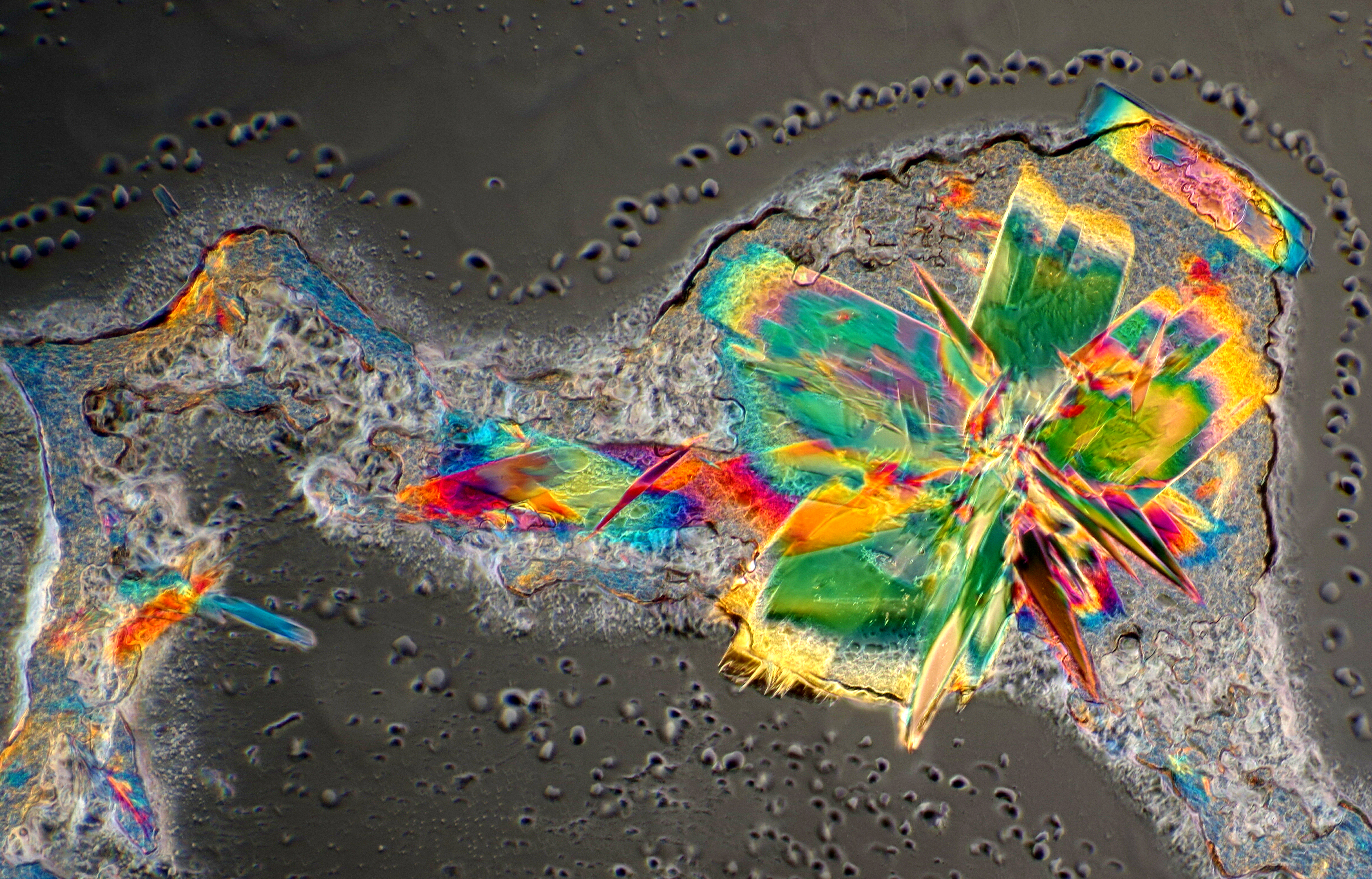
Krystal laktózy pod mikroskopem

Výroba bezlaktózového mléka obvykle zahrnuje použití laktázy. Laktáza se přidá do mléka, které se poté zahřeje a zamíchá. Laktáza se obvykle vyrábí z kmenů kvasinek, jako jsou Kluyveromyces fragilis a Kluyveromyces lactis. K odstranění laktózy lze také použít β-galaktosidázu.

## Spotřeba
Bezlaktózové mléko se vyrábí hlavně proto, že ho mohou konzumovat lidé s intolerancí laktózy, aniž by to způsobilo negativní účinky na jejich zdraví, jako je nadýmání a nevolnost. Přestože se bezlaktózové mléko konzumuje převážně ve formě mléka, lze z něj vyrobit i jiné mléčné výrobky. Sýry, i když obsahují v průměru nižší hladiny laktózy než mléko, lze také zpracovat bezlaktózově. Toto je častější u měkkých sýrů, jako je kozí sýr, protože mají vyšší hladinu laktózy ve srovnání s tvrdými sýry. Z bezlaktózového mléka se také vyrábí zmrzlina.
Největší spotřeba bezlaktózového mléka je v západní Evropě. Tu ve spotřebě následuje Latinská Amerika.

## Chuť
Laktóza má nižší afinitu k receptorům sladké chuti než galaktóza a glukóza, a proto je chuť bezlaktózového mléka často sladší než u běžného mléka, i když obsahuje stejné množství cukru. Metoda, jak dosáhnout úrovně sladkosti srovnatelné s běžným mlékem zahrnuje snížení poměru galaktózy a glukózy v mléce, čímž se sníží i úroveň jeho sladkosti. Tím se také snižuje množství cukru v mléce, což může mít na některé jedince pozitivní vliv. U bezlaktózového mléka je popsána také nižší viskozita.